# 紅斑鰭飛魚
紅斑鰭飛魚（学名：Cheilopogon atrisignis），又名印度洋鬚唇飛魚、飛烏，为飛魚科燕鰩魚屬下的一个种。